# Opiorphin
Opiorphin是一种首先从人类唾液中分离出来的内源性化合物。对小鼠的初步研究表明，该化合物的止痛效果高于吗啡。它的止痛机制是阻止脑啡肽（脊髓中的天然止痛阿片类药物）的正常分解。它由五个氨基酸多肽Gln - Arg - Phe - Ser -Arg (QRFSR) 组成，是一种相对简单的分子。